# Sidney Robinson
Sidney John Robinson (Denton, 1 augustus 1876 - Long Sutton 3 februari 1959) was een Brits atleet.

## Biografie
Robinson behaalde tijdens de Olympische Zomerspelen 1900 de eerste plaats 5000 m voor teams en eindigde als tweede op de 2500 m Steeplechase en als derde op de 4000 m Steeplechase.

## Titels
- Olympisch kampioen 5,000 meter, Team - 1900

## Palmares

### 2500 m Steeplechase
- 1900:  OS

### 4000 m Steeplechase
- 1900:  OS

### 5000 m, team
- 1900:  OS - 26 punten